# Karen Marie Moning
Karen Marie Moning (Cincinnati, Ohio, 1964. november 1. –) amerikai írónő. Új nap virrad című könyvével több nemzetközi bestseller listán, többek között a The New York Times bestseller listáján is első helyen szerepelt. A rangos RITA-díj többszörös jelöltje és győztese.

## Élete
Karen Marie Moning az ohioi Cincinnatiban született. Szülei Anthony R. Moning és Janet L. Moning. Jog- és társadalomismeretből szerzett diplomát a Purdue Egyetemen. Mielőtt főállású író lett, dolgozott bárpultosként, számítástechnikai tanácsadóként és biztosítási ügynökként is.
Írói karrierjét misztikus történelmi románcokkal kezdte, melyek a kelta kultúrkörre épülnek. A skót helyszíneken játszódó Highlander-sorozatának írása közben mélyült el a kelta mitológiában, és ebből az ismeretanyagból, valamint néhány felföldi szereplőjének karakteréből kezdte el megformálni a végül nemzetközi elismertséget hozó Tündérkrónikák sorozatának világfelépítését, mely már kifejezetten a Tuatha Dé Danann mitológiára épül. A könyvek helyszíne is változott az írországi Dublinra, ugyanis a tündér/fae-ember ellentét jobban érvényesülhetett jelenkori, nagyvárosi környezetben, mint a múltban ritkán lakott skót lankákon.

## Könyvei

### Highlander-sorozat
1. A Felföld ködén túl (Beyond the Highland Mist), Cor Leonis Kiadó 2015[6]
2. To Tame a Highland Warrior
3. The Highlander's Touch
4. Kiss of the Highlander
5. The Dark Highlander
6. The Immortal Highlander
7. Spell of the Highlander
8. Into The Dreaming

### Tündérkrónikák
1. Keserű ébredés (Darkfever), ISBN 9789639943858, Kelly Kiadó, 2010
2. Álom és valóság (Bloodfever), ISBN 9789639943810, Kelly Kiadó, 2010
3. A hajnalra várva (Faefever), ISBN 9789633350140, Kelly Kiadó, 2010
4. Rossz hold kelt fel (Dreamfever), ISBN 9789638957207, Cor Leonis Kiadó, 2012
5. Új nap virrad (Shadowfever), ISBN 9789638957221, Cor Leonis Kiadó, 2013

#### Kiegészítő kötetek
1. Fever Moon – David Lawrence képregény adaptációja Al Rio illusztrációival.[7]
2. The Alpha Alternative: JZB Sex Scene – Az Álom és valóság című kötet negyedik fejezete Jericho Z. Barrons nézőpontjából.

### Danny O'Malley krónikák
A Tündérkrónikák spin-off sorozata, mely követi a fő sorozat történetfolyamát, a sorozatból korábban megismert Dany-Rio párossal a főszerepben. 
Az eredetileg öt kötetesre tervezett alsorozatról (3 teljes értékű Danny O'malley krónika és két további kötet a Tündérkrónikákhoz) Moning azt nyilatkozta, hogy végül négy kötetesre rövidíti, és történeti szempontból szorosan kapcsolódik a Tündérkrónikákhoz; az ottani főszereplők a későbbi kötetekben itt is főszereplőkké válnak a Megnyílik az ég fő karakterei mellett, és számos olyan kérdésre is választ ad a spin-off sorozat, mely a fő sorozat kapcsán maradt megválaszolatlan.
1. Megnyílik az ég (Iced), ISBN 9789638957269, Cor Leonis Kiadó, 2013
2. Burned (2015)
3. Feverborn (2016)[8][9][10]
4. Feversong (2017)[8][9][10]

## Magyarul megjelent művei
- Álom és valóság; ford. Laskay Ildikó; Kelly, Bp., 2010 (Tündérkrónikák)
- Keserű ébredés; ford. Laskay Ildikó; Kelly, Bp., 2010 (Tündérkrónikák)
- A hajnalra várva; ford. Laskay Ildikó; Kelly, Bp., 2011 (Tündérkrónikák)
- Új nap virrad; ford. Laskay Ildikó; Cor Leonis, Bp., 2012 (Tündérkrónikák)
- Rossz hold kelt fel; ford. Laskay Ildikó; Cor Leonis, Bp., 2012 (Tündérkrónikák)
- Iced - Megnyílik az ég - Dani O'Malley-történet; ford. Laskay Ildikó; Cor Leonis, Bp., 2013
- A Felföld ködén túl; ford. Körmendi Ágnes; Cor Leonis, Bp., 2015

## Fordítás
- Ez a szócikk részben vagy egészben  a   Karen Marie Moning című angol Wikipédia-szócikk fordításán alapul.  Az eredeti cikk szerkesztőit annak laptörténete sorolja fel. Ez a jelzés csupán a megfogalmazás eredetét és a szerzői jogokat jelzi, nem szolgál a cikkben szereplő információk forrásmegjelöléseként.